# Eudesmeola pullaria
Eudesmeola pullaria är en fjärilsart som beskrevs av Swinhoe 1902. Eudesmeola pullaria ingår i släktet Eudesmeola och familjen nattflyn. Inga underarter finns listade i Catalogue of Life.